# Aaron Shearer
Aaron Shearer (* 6. September 1919 bei Anatone/Asotin County/Washington (Bundesstaat); † 21. April 2008 in Winston-Salem/North Carolina) war ein US-amerikanischer Gitarrist und Musikpädagoge.

## Leben
Shearer lernte autodidaktisch Folk- und Jazzgitarre und trat als Gitarrist mit Jazzbands in Nachtclubs auf. Nach einem Autounfall in den 1940er Jahren musste er seine Laufbahn als Musiker aufgeben und beschloss, sich ganz der Lehrtätigkeit zu widmen. Er zog 1953 nach Washington und begann dort ein Gitarrenstudium bei Sophocles Papas, dem Gründer der Columbia School of Music. Diese war als die einzige Schule der USA anerkannt, an der die Gitarrentechnik nach Andrés Segovia vermittelt wurde.
Nach kurzer Zeit wurde Shearer Lehrer an der Columbia School. 1959 veröffentlichte er als erstes einer Reihe von Lehrbüchern den Band Classic Guitar Techniques. Gemeinsam mit Papas etablierte er den ersten Gitarrenstudiengang der USA an der American University. Nach der Trennung von Papas gründete er ein ähnliches Programm an der Catholic University of America. Gelegentlich hatte er regionale Auftritte und unterstützte u. a. Harry Belafonte und Johnny Mathis. Ab 1964 unterrichtete er am Peabody Institute, wo er erneut den Gitarrenstudiengang neu gründete. Im Laufe der Jahre entwickelte Shearer neue Ansätze und integrierte sie in sein vierjähriges College-Studium für Gitarre, das erste in den Vereinigten Staaten. Von Anfang der 1980er Jahre bis zu seinem Ruhestand 1996 unterrichtete er schließlich an der School of the Arts der University of North Carolina, wo danach Joseph Pecoraro sein Programm übernahm.
Zu seinen zahlreichen Schülern zählen Manuel Barrueco, Ricardo Cobo, David Tanenbaum, David Starobin, Jose Lezcano, John Parris, Andrew Zohn und Patrick Liu. Sein besonderes Interesse galt aber der Ausbildung guter Gitarrenlehrer wie Thomas Kikta, Alan Hirsh, Grete Dollitz und John Johns. 2008 starb Shearer an den Folgen eines myelodysplastischen Syndroms. Nach seinem Tod gründeten seine Witwe Lorraine und sein Sohn Walter die gemeinnützige Aaron Shearer Foundation, die mit Kursen, Online-Workshops, Noten-Downloads, dem Programm „Guitars in the Schools“ und Veröffentlichungen (darunter der vierbändigen Shearer Method) Shearers Arbeit fortsetzten.